# سیارک ۷۶۲۱
سیارک ۷۶۲۱ (به انگلیسی: 7621 Sweelinck، نامگذاری:4127P-L) هفت هزار و ششصد و بیست و یکمین سیارک کشف شده‌است که در ۲۴ سپتامبر ۱۹۶۰ کشف شد.
قدر مطلق سیارک برابر ۱۴٫۷۰ است.